# Наватл (језик)
Наватл или астечки језик (nāhuatlàtōlli, шп. náhuatl) је језик из породице јуто-астечких језика, један од 60 аутохтоних језика Мексика који је опстао до данашњих дана. Овај језик је био у широкој употреби у Мексику међу Толтецима и Астецима. Данас има   1.725.620 (2015) говорника наватла, највише у мексичким државама Пуебла, Веракруз, Идалго и Гереро. Они су најчешће билингвални и говоре и шпански језик.
Након уништења Астечког царства 13. септембра 1521, европски мисионари су наставили да користе језик наватл и на тај начин су га пренели у регионе где се раније није говорио.
Карактеристика овог језика јесте да је  аглутинирајући и полисинтетички језик тако да се речи састоје од великог броја морфема, тако да би се нешто за шта би на неком језику била потребна цела реченица да се изговори на овом језику могло изговорити у само једној речи.
Сам назив „наватл“ значи „течан“, „јасан“ језик, иако је истовремено једна од његових основних карактеристика та да је он изузетно метафоричан.

## Речи
Речи из језика наватл које су прешле у међународну употребу су: авокадо (aguacate), чили (паприка), којот (cóyotl), оцелот (Ozelotl), чоколада (xocolatl), какао (cacahuatl).